# 두나예츠강
두나예츠강(폴란드어: Dunajec, 슬로바키아어: Dunajec, 우크라이나어: Дунаєць )은 슬로바키아 북부와 폴란드 남부를 흐르는 강으로 길이는 247 km, 유역 면적은 6,804 km2)이다. 두나예츠강과 접한 주요 도시로는 슬로바키아 스피슈스카 스타라 베스 폴란드 노비타르그, 슈차브니차, 스타리송치, 노비송치, 타르누프 등이 있다.